# Canariola nubigena
Canariola nubigena är en insektsart som först beskrevs av Krauss 1892.  Canariola nubigena ingår i släktet Canariola och familjen vårtbitare. IUCN kategoriserar arten globalt som sårbar. Inga underarter finns listade i Catalogue of Life.